# Kotjärnen (Nyeds socken, Värmland)
Kotjärnen är en sjö i Karlstads kommun i Värmland och ingår i Göta älvs huvudavrinningsområde.